# Danley Jean Jacques
Danley Jean Jacques (* 20. Mai 2000 in Petit-Goâve) ist ein haitianischer Fußballspieler, der bei Philadelphia Union spielt.

## Verein
Jean Jacques stammt aus der Jugend des Don Bosco FC, debütierte dort als 16-jähriger 2015 in der Ersten Liga und gewann drei Jahre später die nationale Meisterschaft Haitis. Im Sommer 2021 folgte dann der Wechsel zum französischen Erstligisten FC Metz, wo er die erste Saison für die viertklassige B-Mannschaft aktiv war. Anschließend gab Jean Jacques dann am 30. Juli 2022 nach dem Abstieg der Profis in die Ligue 2 sein Pflichtspieldebüt gegen Amiens SC (3:0). Bis zum Saisonende absolvierte er insgesamt 31 Ligapartien und stieg mit dem Team als Zweitplatzierter wieder in die Ligue 1 auf. Doch nach nur einer Spielzeit mit 33 Erstligapartien folgte der Abstieg zurück in die Zweitklassigkeit. Am 8. August 2024 wechselte Jean Jacques dann weiter zu Philadelphia Union in die US-amerikanischen Major League Soccer.

## Nationalmannschaft
Von 2017 bis 2021 absolvierte Jean Jacques insgesamt 13 Länderspiele für diverse haitianische Jugendauswahlen und erzielte dabei einen Treffer. Am 25. März 2023 debütierte der 1,86 Meter große Mittelfeldakteur dann auch für die haitianische A-Nationalmannschaft in der CONCACAF Nations League gegen Montserrat. Beim 4:0-Auswärtserfolg im Blakes Estate Stadium wurde er in der 71. Minute für Leverton Pierre eingewechselt. Knapp drei Monate später erzielte er während der Gruppenphase des Gold-Cups gegen den späteren Sieger Mexiko (1:3) seinen ersten Treffer für die Auswahl.

## Erfolge
- Haitianischer Meister: 2018